# Gasthaus Döring (Magdeburg)

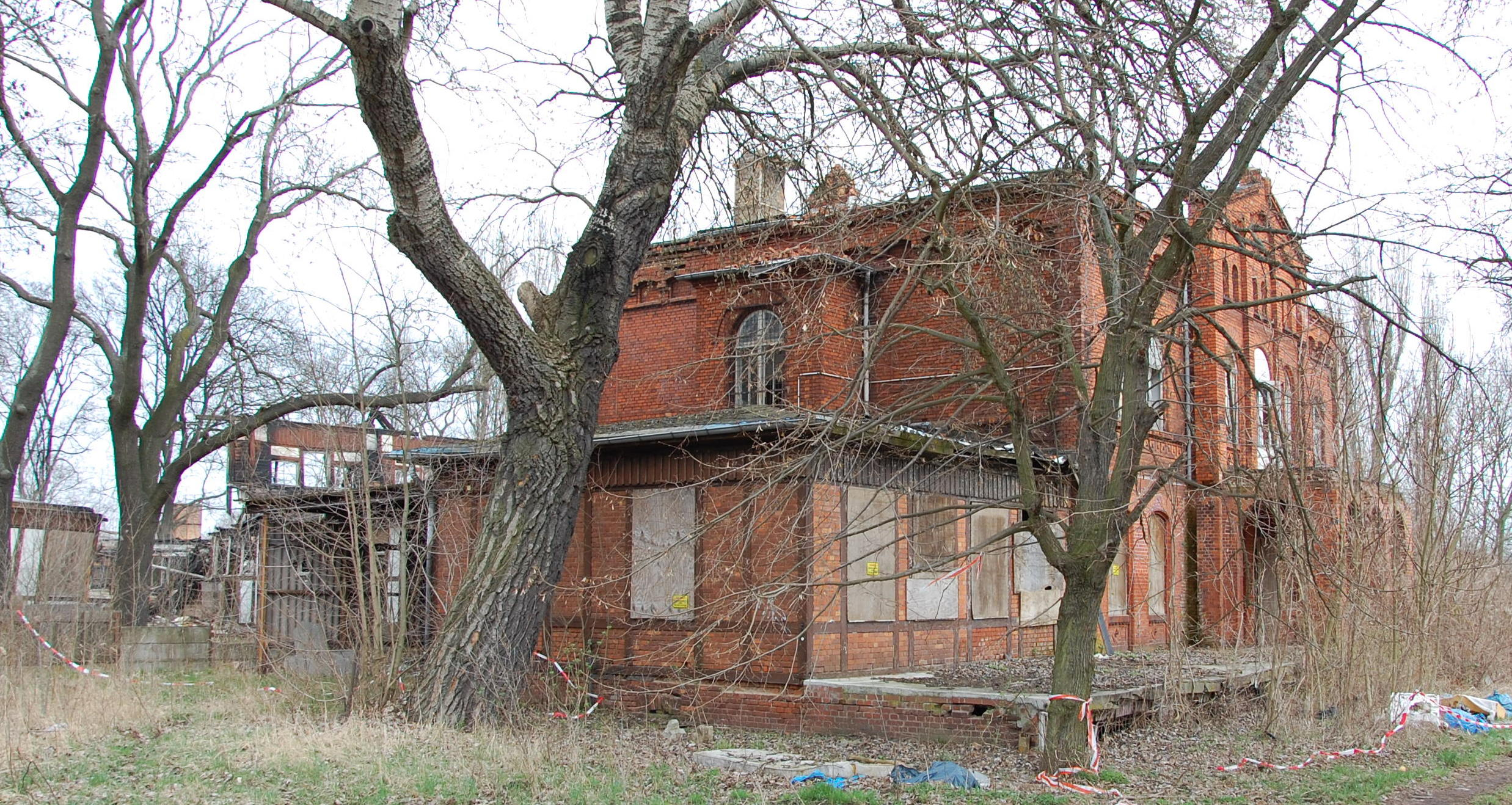
Gasthaus Döring, Blick von Südwesten, 2013

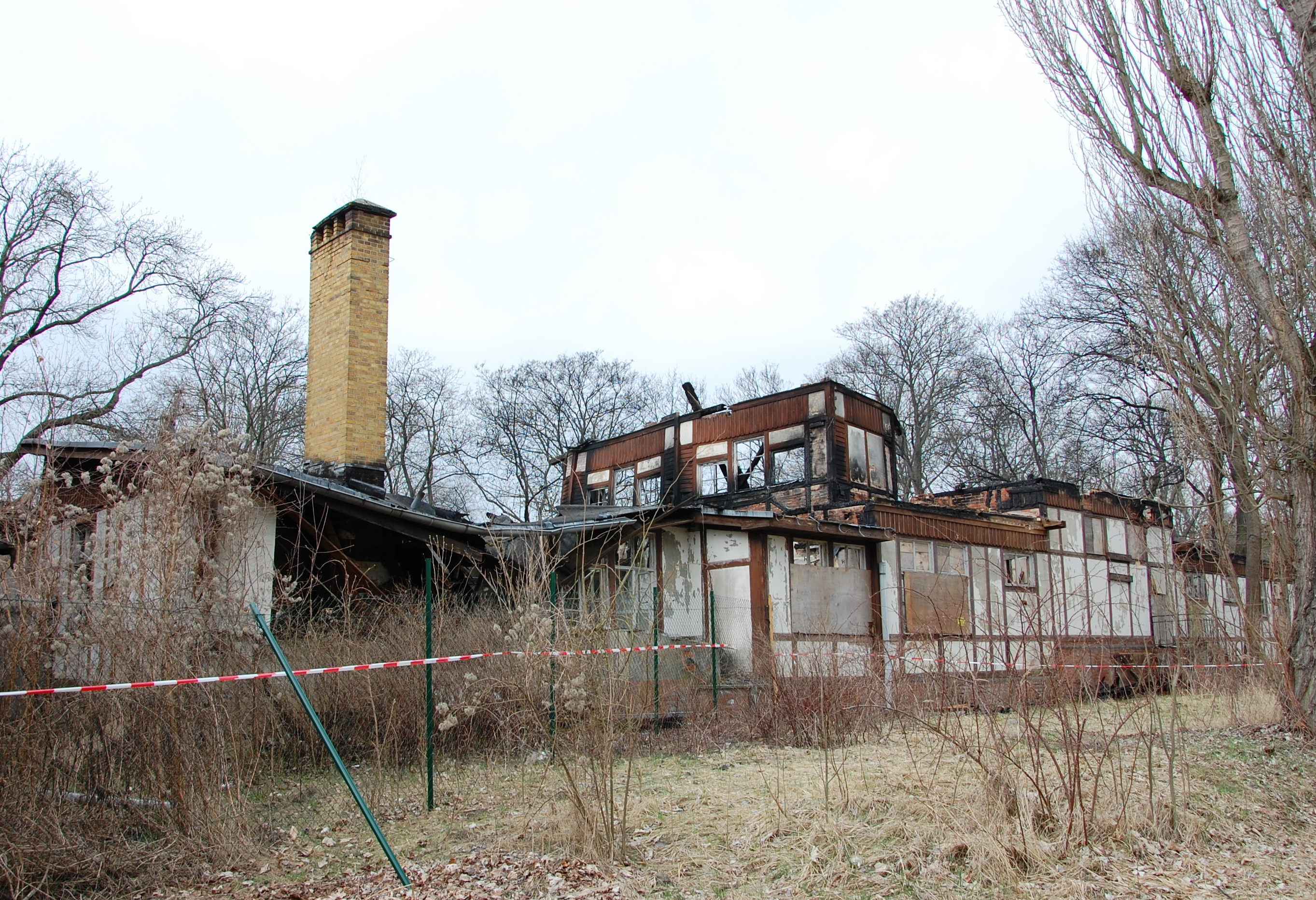
Reste des Fachwerkbaus, 2013

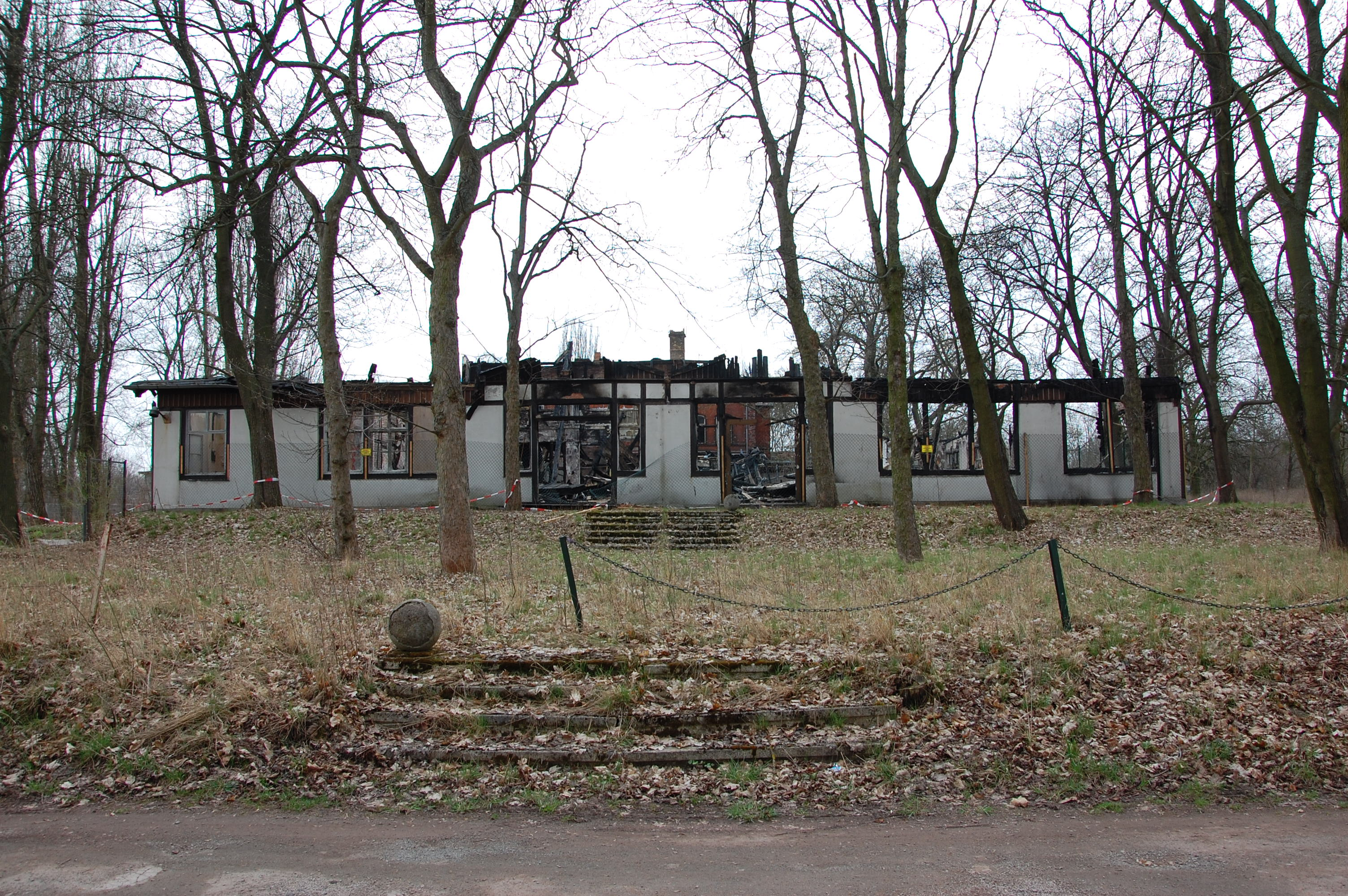
Blick von Norden auf den zerstörten Saalbau, 2013

Das Gasthaus Döring war ein denkmalgeschütztes Gebäude in Magdeburg in Sachsen-Anhalt.

## Lage
Es befand sich im Stadtteil Berliner Chaussee an der Adresse Berliner Chaussee 217. Im Vorgarten des Hauses steht der gleichfalls denkmalgeschützte KZ-Gedenkstein. Östlich und nördlich befindet sich die Sportanlage Stadion Neue Welt.

## Architektur und Geschichte
Das zweigeschossige Backsteingebäude entstand in den 1880er Jahren unweit der Chaussee als villenartiges Wohnhaus. Der Entwurf des historistisch gestalteten Hauses stammte vom Maurermeister Heinrich Dittmer. Das Gebäude verfügte über einen Mittelrisalit, in dessen Erdgeschoss sich eine offene Loggia befand. Die Loggia ist mit drei Rundbögen im Stil palladianischer Villen versehen. Im Übrigen war das Gebäude schlicht mit Lisenen gegliedert.
Anfang des 20. Jahrhunderts wurde vom Gommeraner Brauereibesitzer Ernst Döring im Haus eine Gaststätte eingerichtet. Sie diente als Ausflugslokal für den benachbarten Biederitzer Busch. Auf der Rückseite des Hauses entstand in diesem Zusammenhang im Jahr 1909 ein großer in Fachwerkbauweise errichteter ein- bis zweigeschossiger Saalbau nach einem Entwurf des Architekten Geburek. Zum Saal gehörte eine Bühne sowie ein Tanzparkett. Der im späten Jugendstil gestaltete Anbau war mit flachen Walmdächern bedeckt. Der Bereich, in dem sich der Saal befand, war auf drei Seiten von einem niedrigen Umgang umgeben. Die Außen- und Innengestaltung, insbesondere die ursprünglich bestehenden feingegliederten Sprossenfenster wurden später vereinfacht.

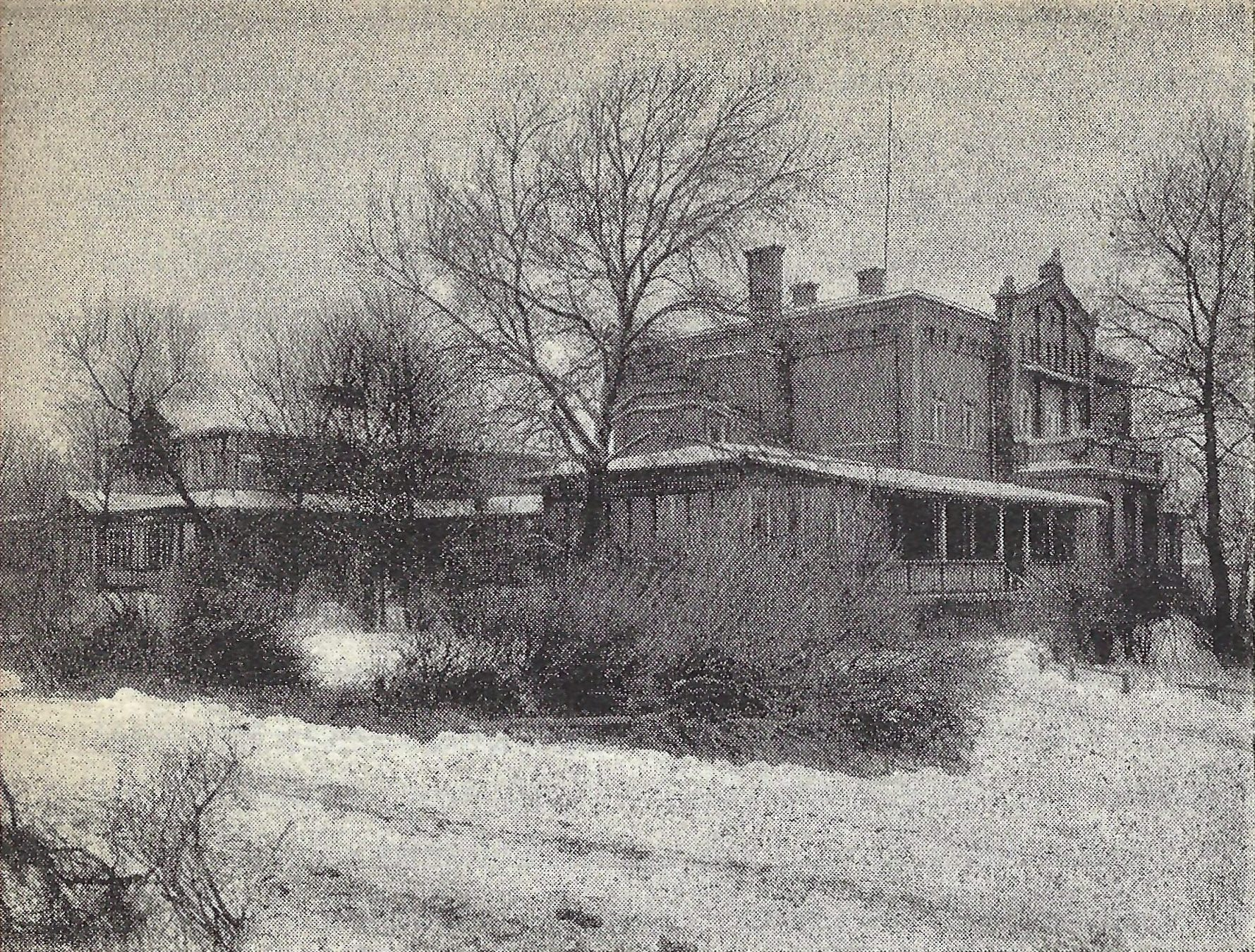
In der Zeit als Bundesschule des Reichsbanners in den 1920er Jahren

In den 1920er Jahren wurde im Objekt die Bundesschule des Reichsbanners Schwarz-Rot-Gold eingerichtet. Im Jahr 1933 wurde in diesem Bereich von den Nationalsozialisten Regimegegner gefangen gehalten und gefoltert. Am 13. April 1945 kam es im Umfeld des Hauses zu einem Massaker an Gefangenen eines Todesmarschs. Der vor dem Haus befindliche Gedenkstein erinnert daran.
Das Gebäude galt als architektur- und kulturgeschichtlich bedeutsam und zeittypisches Beispiel einer Erholungseinrichtung im Umfeld der Großstadt.
Am Nachmittag des 25. Januar 2013 brannte der Fachwerkteil des Gebäudes in Folge einer Brandstiftung nieder. Bereits zwei Wochen zuvor hatte es eine Brandstiftung im Objekt gegeben. Das Haus stand seit geraumer Zeit leer. Nur im südlichen massiven Gebäudeteil bestand eine Nutzung durch den Polizeisportverein. Für den Fachwerkteil hatte der Magdeburger Anglerverein kurz vor der Zerstörung Interesse an der Nutzung als Schulungseinrichtung geäußert.
Im Denkmalverzeichnis des Landes Sachsen-Anhalt war die Gaststätte unter der Nummer 094 82484 als Baudenkmal verzeichnet.
Im Dezember 2023 erfolgte der Abriss des Gebäudes. Im gleichen Jahr wurde auch die Streichung aus dem Denkmalverzeichnis vorgenommen.